# 12652 Groningen
12652 Groningen este o planetă minoră (asteroid) din centura de asteroizi. A fost descoperită pe 16 octombrie 1977 la Observatorul Palomar de Cornelis Johannes van Houten și a fost numită după Groningen. 
Obiectul prezintă o orbită caracterizată de o semiaxă mare de 3,0685697 UAi, o excentricitate de 0,15, o înclinație de 9,14392 ° în raport cu ecliptica.